# آرنویل
آرنویل (به فرانسوی: Arnaville) یک کمون در فرانسه است که در canton of Thiaucourt-Regniéville واقع شده‌است. آرنویل ۵٫۲۲ کیلومتر مربع مساحت دارد ۲۰۰ متر بالاتر از سطح دریا واقع شده‌است.